# Zygmunt Muchniewski
Zygmunt Muchniewski (* 30. Juli 1896; † 5. Januar 1979) war ein polnischer Politiker und Ministerpräsident der Polnischen Exilregierung.

## Biographie
Muchniewski wurde als Vorsitzender der Christdemokratischen Partei Stronnictwo Pracy am 16. Juli 1970 als Nachfolger von Aleksander Zawisza Ministerpräsident der Polnischen Exilregierung. Dieses Amt übte er bis zu seiner Ablösung durch Alfred Urbański am 13. Juli 1972 aus.